# Лей, Стивен Виктор
Стивен Виктор Лей CBE FRS FRSC (англ. Steven Victor Ley, род. 10 декабря 1945 года) — профессор органической химии на химическом факультете Кембриджского университета и научный сотрудник Тринити-колледжа в Кембридже. Бывший президент Королевского химического общества (2000—2002 гг.). С января 2002 года — командор ордена Британской Империи. В 2011 году был включен газетой The Times в список «100 самых важных людей британской науки».

## Образование
Лей получил образование в Технологическом университете Стэмфорда и Лафборо, где получил степень бакалавра наук и доктора философии.

## Исследования
Основное направление исследований Лея — полный синтез биомолекул. Его группа опубликовала обширные публикации по этой теме и завершила синтез более 140 природных, среди которых есть известные примеры, включая инданамицин, рутиенноцин, авермектин B1a, окадаиновую кислоту, спонгистатин, тапсигаргин, эпотилон A, антаскомицин B, бенгазол A и рапамицин. Полный синтез азадирахтина, завершенный им в 2007 году, широко считается одним из основных вех в полном синтезе. В ходе этой работы он также добился значительных успехов во многих областях органической химии, включая разработку новых катализаторов, защитных групп и реагентов. Он является одним из изобретателей TPAP, широко используемого окислительного реагента. Он также был пионером в использовании иммобилизованных реагентов и потоковых методов в многоступенчатом органическом синтезе. Эта работа теперь включает химию потоков для многоэтапных приложений органического синтеза.

## Признание
По состоянию на 2018 год Леем было опубликовано более чем 880 статей, которые были отмечены примерно 40 крупными премиями и наградами, самыми последними из которых являются:
- Премия имени Артура Коупа Американского химического общества, 2018 год[8].
- Премия ИЮПАК-Thales Nano 2014 в области химии потоков[9] .
- Премия Франко Британика Французского химического общества в 2013 году[10] .
- Премия Лонгстафф[англ.] Королевского химического общества 2013 год[11].
- Королевская медаль в 2011 году[12].
- Премия Парацельса от Швейцарского химического общества в 2010 году[13] .
- Премия Перкина в области органической химии[англ.] присуждена Королевским химическим обществом в 2009 году[14].
- Премия Тетраэдр[англ.] 2009 года за креативность в области органической химии[15].
- Премия Генриха Виланда[англ.] присуждена в 2009 году, компанией Boehringer Ingelheim[16].
- Премия Королевского химического общества за 2008 год за выдающуюся методологию поиска новых лекарств[17]
- 2008 Премия Института Пруса — Овертона и Мейера за новые технологии в открытии лекарств присуждённая Европейской федерацией медицинской химии[18].
- Медаль Ганса Херлоффа Инхоффена, 2008 год, присуждённая Helmholtz Zentrum für Infektionsforschung, Германия[19].
- Премия SCI Innovation Award 2007.
- 2007 Золотая медаль Пауля Каррера[англ.] (Цюрихский университет).
- 2007 Премия Американского химического общества за творческую работу в области синтетической органической химии[20].
- 2006 Золотая медаль Нагоя от Международного фонда науки о жизни Банью, Япония.
- 2006 Премия Роберта Робинсона и медаль Королевского химического общества[21].
- 2005 Премия Ямада-Кога, Япония.
- 2004 медалm Месселя и почётная лекция, присуждённые Обществом химической промышленности.
- Премия «Инновация 2004 года», присуждённая совместно с AstraZeneca, Avecia и Syngenta, Ассоциацией химической промышленности.
- Премия iChemE 2004 года за инновации в прикладном катализе.
- Премия «Командная работа в инновациях» от Королевского химического общества[22] .
- Премия Гумбольдта 2004 года, Германия.
- Избран членом Королевского общества (FRS) в 1990 году[12].
- 1980 Медаль Корде-Моргана и премия Королевского института химии[23].